# Natascha Van Es
Natascha Van Es (Mortsel, 1998) is een Belgisch acrogymnaste.

## Levensloop
In 2015 werd ze samen met Laurie Philpott Belgisch kampioene en werd het duo vierde op het Europees kampioenschap in het Duitse Riesa. Aldaar behaalden ze brons in de balans- en tempofinale. In 2016 won het duo brons op het wereldkampioenschap in het Chinese Putian.
Van Es had een relatie met jiujitsuka Ian Lodens. Samen namen ze deel aan het VTM-programma Belgium's Got Talent in 2018. Ze wonnen de finale.